# Markus Gisdol
Markus Gisdol (* 17. August 1969 in Geislingen an der Steige) ist ein deutscher Fußballtrainer und ehemaliger -spieler. In der Bundesliga trainierte er die TSG 1899 Hoffenheim, den Hamburger SV und 1. FC Köln. Seit 2025 trainiert Gisdol den türkischen Erstligisten Kayserispor.

## Karriere

### Karriere als Spieler
Aus der Jugend des SC Geislingen wurde der Mittelfeldspieler 1987 erstmals in der ersten Mannschaft des Vereins in der Amateur-Oberliga Baden-Württemberg, damals die dritthöchste deutsche Spielklasse, eingesetzt. Bis 1990 traf er dort in 70 Spielen achtmal. Im Sommer 1990 wechselte Gisdol zum Amateur-Oberligisten SSV Reutlingen 05, für den er bis 1992 30 Spiele bestritt und dabei drei Treffer erzielte. 1992 kehrte er zum SC Geislingen zurück und bestritt dort 33 Spiele bei fünf Treffern. Im folgenden Jahr ging er zum Ligakonkurrenten 1. FC Pforzheim, den er nach einem Jahr und zwei Treffern in 19 Ligaspielen in Richtung SpVgg Au/Iller wieder verließ. Im Alter von 27 Jahren beendete Gisdol wegen einer schweren Knieverletzung seine Spielerkarriere beim damaligen Verbandsligisten SpVgg Au/Iller.

### Karriere als Trainer

#### Anfänge
Zwischen 1997 und 1999 arbeitete Gisdol als Trainer der TSG Salach. Anschließend trainierte er von 2000 bis 2002 den FTSV Kuchen, von 2002 bis 2005 den SC Geislingen und von 2005 bis 2007 die U-17-Mannschaft des VfB Stuttgart. Im Sommer 2007 wurde er Trainer der SG Sonnenhof Großaspach, trat aber nach Auseinandersetzungen mit dem Vorstand im November 2007 zurück. Zur Saison 2008/09 übernahm er den SSV Ulm 1846, mit dem er in der neugegründeten Regionalliga Süd den siebten Tabellenplatz erreichte. Am Saisonende verließ er Ulm wieder und wechselte zur TSG 1899 Hoffenheim, bei der er die zweite Mannschaft trainierte. Im März 2011 erhielt er die Lizenz als Fußballlehrer und wurde Co-Trainer von Ralf Rangnick beim FC Schalke 04, er assistierte anschließend auch dessen Nachfolger Huub Stevens.

#### TSG 1899 Hoffenheim
Am 2. April 2013 übernahm Gisdol die auf dem vorletzten Tabellenplatz stehende Bundesligamannschaft der TSG 1899 Hoffenheim vom zuvor freigestellten Marco Kurz. Nach Siegen in den Relegationsspielen gegen den 1. FC Kaiserslautern führte Gisdol die TSG zum Klassenerhalt. Die beiden folgenden Spielzeiten erreichte die Mannschaft jeweils Plätze im Mittelfeld der Liga, einen neunten (Saison 2013/14) und einen achten Rang (Saison 2014/15). Nach dem zehnten Spieltag der Saison 2015/16 befand sich die Mannschaft auf dem 17. Tabellenplatz. Am 26. Oktober 2015 stellte ihn die TSG frei. Sein Nachfolger wurde Huub Stevens.

#### Hamburger SV
Am 26. September 2016 übernahm Gisdol die nach fünf Spieltagen auf dem 16. Tabellenplatz stehende Bundesligamannschaft des Hamburger SV vom zuvor freigestellten Bruno Labbadia. Er erhielt zunächst auf eigenen Wunsch einen bis zum Ende der Saison 2016/17 befristeten Vertrag, dessen Laufzeit im März 2017 bis zum 30. Juni 2019 verlängert wurde. Am 25. Februar 2017 verlor Gisdol mit dem HSV das Auswärtsspiel gegen den FC Bayern München mit 0:8, womit der HSV das Resultat der bisher höchsten Niederlage seiner Bundesligageschichte zwei Jahre zuvor einstellte. Dennoch gelang Gisdol mit dem HSV dank einer Aufholjagd und mit insgesamt 25 Punkten in der Rückrunde der Klassenerhalt durch einen 2:1-Erfolg über den VfL Wolfsburg am letzten Spieltag der Saison 2016/17.
Da der HSV nach dem 19. Spieltag der Saison 2017/18 nach vier Niederlagen in Folge mit 15 Punkten auf dem 17. Tabellenplatz stand, wurde Gisdol am 21. Januar 2018 freigestellt.

#### 1. FC Köln
Am 19. November 2019 übernahm Gisdol die Bundesligamannschaft des 1. FC Köln, die nach dem 11. Spieltag der Saison 2019/20 mit 7 Punkten auf dem 17. Platz stand, als Nachfolger von Achim Beierlorzer. Er unterschrieb einen Vertrag mit einer Laufzeit bis zum 30. Juni 2021, der nur für die Bundesliga gültig war. Unter ihrem neuen Übungsleiter fuhr die Mannschaft in den folgenden 13 Ligaspielen 25 Punkte ein, was vor Gisdol nur drei anderen Kölner Cheftrainern, darunter Christoph Daum, gelungen war. Am 28. November 2020 erreichte er beim 2:1-Sieg im Spiel bei Borussia Dortmund seinen 50. Erfolg als Bundesliga-Coach.
In der Saison 2020/21 befand sich der 1. FC Köln erneut im Abstiegskampf. Mitte April 2021 wurde Gisdol nach einer Heimniederlage am 28. Spieltag gegen den Abstiegskonkurrenten 1. FSV Mainz 05 freigestellt. Die Mannschaft stand zu diesem Zeitpunkt nach acht sieglosen Spielen in Folge auf dem 17. Platz, wobei der Rückstand auf den Relegations- und ersten Nicht-Abstiegsplatz jeweils drei Punkte betrug.

#### Lokomotive Moskau
Seit Oktober 2021 war Gisdol Trainer von Lokomotive Moskau. Am 1. März 2022 gab er aufgrund des russischen Einmarschs in die Ukraine bekannt, mit sofortiger Wirkung von seinem Amt zurückzutreten. Er könne nicht seiner Berufung in einem Land nachgehen, dessen Staatsführer einen Angriffskrieg mitten in Europa verantwortet.

#### Samsunspor
Am 10. Oktober 2023 präsentierte der türkische Erstligist und Aufsteiger Samsunspor Markus Gisdol als neuen Cheftrainer. Zu diesem Zeitpunkt stand Samsunspor nach sieben Spieltagen mit einem Punkt auf dem letzten Platz der türkischen Süper Lig. Unter Gisdol nahm das Team aus 31 Spielen 42 Punkte mit und vermied durch den 13. Tabellenplatz den Abstieg. Am Saisonende entschied sich Gisdol gegen die angebotene Verlängerung. Ihm folgte Thomas Reis nach.

#### Kayserispor
Seit Sommer 2025 trainiert Gisdol den türkischen Erstligisten Kayserispor.

## Privates
Markus Gisdol ist verheiratet und hat zwei Kinder.